# Collegio di Hitchin
Hitchin è un collegio elettorale situato nell'Hertfordshire, nell'Est dell'Inghilterra, e rappresentato alla Camera dei comuni del Parlamento del Regno Unito. Elegge un membro del parlamento con il sistema first-past-the-post, ossia maggioritario a turno unico; l'attuale parlamentare è Alistair Strathern del Partito Laburista, che rappresenta il collegio dal 2024.

## Estensione
- 1885-1918: le divisioni sessionali di Aldbury (ad eccezione delle parrocchie di Great Hadham e Little Hadham), Buntingford, Hitchin, Odsey, Stevenage e Welwyn e la parrocchia di Braughing.
- 1918-1945: i distretti urbani di Baldock, Hitchin, Royston e Stevenage; i distretti rurali di Ashwell, Buntingford, Hitchin e Welwyn; le parrocchie del distretto rurale di Hertford di Aston, Bennington, Datchworth, Sacombe, Walkern e Watton-at-Stone.
- 1945-1950: i distretti urbani di Baldock, Hitchin, Letchworth, Royston e Stevenage; i distretti rurali di Hitchin e Welwyn; parti dei distretti rurali di Braughing e Hertford.
- 1950-1955: i distretti urbani di Baldock, Hitchin, Letchworth, Royston e Stevenage; il distretto rurale di Hitchin; le parrocchie del distretto rurale di Braughing di Anstey, Ardeley, Aspenden, Broadfield, Buckland, Buntingford, Cottered, Hormead, Meesden, Throcking, Westmilll e Wyddiall; le parrocchie del distretto rurale di Hertford di Aston, Bennington, Datchworth, Sacombe, Walkern e Watton-at-Stone.
- 1955-1974: i distretti urbani di Baldock, Hitchin, Letchworth, Royston e Stevenage ed il distretto rurale di Hitchin.
- 1974-1983: i distretti urbani di Baldock, Hitchin, Letchworth e Royston ed il distretto rurale di Hitchin.
- dal 2024: i ward del Central Bedfordshire di Arlesey and Fairfield; Clifton, Henlow and Langfield; Meppershall and Shillington (parrocchia di Meppershall); Shefford e Stotfold e i ward di North Hertfordshire di Cadwell; Chesfield; Hitchin Bearton; Hitchin Highbury; Hitchin Oughton; Hitchin Priory; Hitchin Walsworth; Hitchwood, Offa and Hoo e Kimpton.[1]

## Membri del parlamento
| Elezione | Elezione             | Deputato              | Partito               |
| -------- | -------------------- | --------------------- | --------------------- |
|          | 1885                 | Robert Dimsdale       | Conservatore          |
| 1892     | George Hudson        |                       | Conservatore          |
|          | 1906                 | Julius Bertram        | Liberale              |
|          | Gen 1910             | Alfred Hillier        | Conservatore          |
| 1911 (S) | Robert Cecil         |                       | Conservatore          |
| 1923     | Guy Kindersley       |                       | Conservatore          |
| 1931     | Antony Bulwer-Lytton |                       | Conservatore          |
| 1933 (S) | Arnold Wilson        |                       | Conservatore          |
| 1935 (S) | Seymour Berry        |                       | Conservatore          |
|          | 1945                 | Philip Asterley Jones | Laburista             |
|          | 1950                 | Nigel Fisher          | Conservatore          |
| 1955     | Martin Maddan        |                       | Conservatore          |
|          | 1964                 | Shirley Williams      | Laburista             |
|          | Feb 1974             | Ian Stewart           | Conservatore          |
|          | 1983                 | Collegio abolito      | Collegio abolito      |
|          | 2024                 | Collegio ri-istituito | Collegio ri-istituito |
|          | 2024                 | Alistair Strathern    | Laburista             |

## Elezioni

### Elezioni negli anni 2020
| Partito                    | Partito                                      | Candidato                  | Risultati 4 luglio 2024 | Risultati 4 luglio 2024 |
| Partito                    | Partito                                      | Candidato                  | Voti                    | %                       |
| -------------------------- | -------------------------------------------- | -------------------------- | ----------------------- | ----------------------- |
|                            | Laburista                                    | Alistair Strathern         | 23 067                  | 44,78                   |
|                            | Conservatore                                 | Bim Afolami                | 14 958                  | 29,04                   |
|                            | Reform UK                                    | Charles Bunker             | 6 760                   | 13,12                   |
|                            | Lib Dem                                      | Chris Lucas                | 4 913                   | 9,54                    |
|                            | Verdi                                        | Will Lavin                 | 1 631                   | 3,17                    |
|                            | Popoli Cristiani                             | Sid Cordle                 | 181                     | 0,35                    |
|                            |                                              |                            |                         |                         |
| Iscritti                   | Iscritti                                     | Iscritti                   | 75 877                  | 100,00                  |
| ↳ Votanti (% su iscritti)  | ↳ Votanti (% su iscritti)                    | ↳ Votanti (% su iscritti)  | 52 969                  | 69,81                   |
| ↳ Astenuti (% su iscritti) | ↳ Astenuti (% su iscritti)                   | ↳ Astenuti (% su iscritti) | 22 908                  | 30,19                   |
|                            |                                              |                            |                         |                         |
|                            | Esito: collegio a Laburista (nuovo collegio) |                            |                         |                         |